# Kế hoạch Marshall

Bản đồ của châu Âu và vùng Cận Đông thời Chiến tranh Lạnh thể hiện các nước đã nhận viện trợ theo Kế hoạch Marshall. Các cột màu xanh thể hiện mối tương quan tổng số tiền viện trợ cho mỗi quốc gia.

Kế hoạch Marshall (tiếng Anh: Marshall Plan) là một sáng kiến của Mỹ được ban hành vào năm 1948 nhằm cung cấp viện trợ nước ngoài cho Tây Âu sau khi Chiến tranh thế giới thứ hai kết thúc. Mang tên chính thức là Kế hoạch phục hưng châu Âu (European Recovery Program, viết tắt ERP), nhưng Kế hoạch Marshall thường được gọi theo tên của Ngoại trưởng Mỹ George Marshall, người đã khởi xướng và ban hành kế hoạch. Kế hoạch Marshall là thành quả lao động của các quan chức Bộ Ngoại giao Hoa Kỳ, trong đó ghi nhận sự đóng góp đặc biệt của William L. Clayton và George F. Kennan.
Kế hoạch tái thiết được phát triển tại cuộc họp mặt của các quốc gia châu Âu ngày 12 tháng 7 năm 1947. Kế hoạch Marshall đề ra việc viện trợ tương đương cho Liên Xô và đồng minh của họ, nhưng không được chấp nhận. Kế hoạch được thực thi trong vòng 4 năm, kể từ tháng 7 năm 1947. Trong thời gian đó, có khoảng 17 tỷ đô la Mỹ viện trợ kinh tế và hỗ trợ kỹ thuật để giúp khôi phục các quốc gia châu Âu tham gia Tổ chức Hợp tác và Phát triển Kinh tế – OECD. Nhiều quốc gia châu Âu đã nhận được viện trợ trước khi có Kế hoạch Marshall, kể từ năm 1945, cùng với các điều kiện chính trị kèm theo.
Cho tới khi kết thúc dự án, nền kinh tế của các quốc gia nằm trong Kế hoạch, ngoại trừ Tây Đức, đã phát triển vượt mức trước chiến tranh. Trong vòng hai thập kỷ tiếp đó, nhiều vùng ở Tây Âu tiếp tục đạt được mức tăng trưởng chưa từng có trước đó. Kế hoạch Marshall cũng được xem là một trong các thành tố của quá trình hội nhập châu Âu, vì nó xóa bỏ hàng rào thuế quan và thiết lập các cơ quan điều phối kinh tế tầm cỡ lục địa.
Trong những năm gần đây, các sử gia đặt câu hỏi về cả động cơ bên trong cũng như tính hiệu quả chung của Kế hoạch Marshall. Một số sử gia cho rằng hiệu quả của Kế hoạch Marshall thực tế là từ chính sách laissez-faire (tạm dịch: thả nổi) cho phép thị trường tự bình ổn qua sự phát triển kinh tế. Người ta cho rằng Tổ chức Cứu trợ và Phục hồi của Liên Hợp Quốc, vốn giúp hàng triệu người tị nạn từ năm 1944 tới 1947, cũng giúp đặt nền móng cho sự phục hồi châu Âu thời hậu chiến.

## Trước khi có Kế hoạch Marshall

### Bối cảnh tại châu Âu

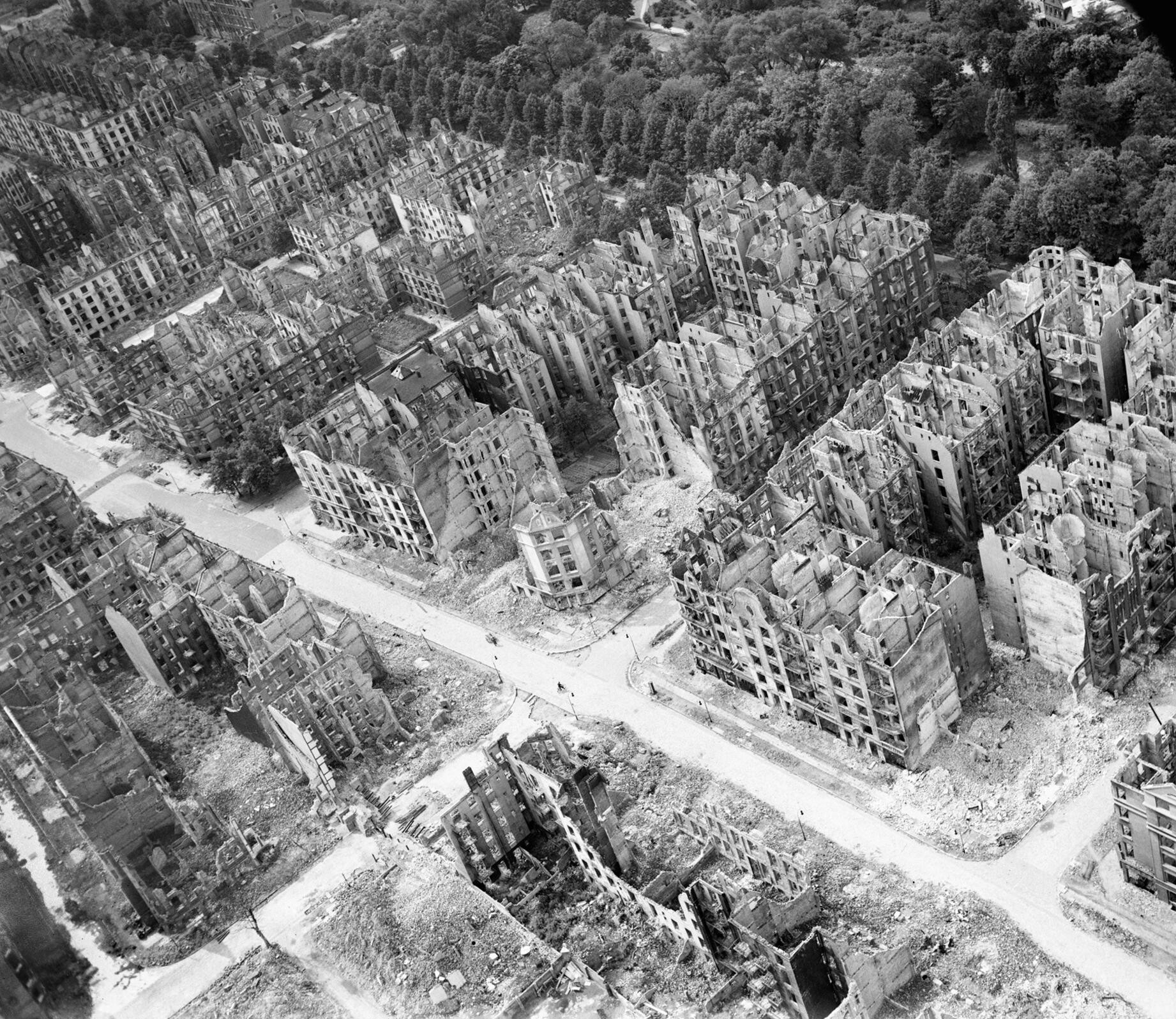
Các tòa nhà đổ nát sau cuộc không kích Hamburg

Phần lớn châu Âu bị tàn phá nặng nề với hàng triệu người chết và bị thương sau Chiến tranh thế giới thứ hai. Chiến sự tàn phá trên toàn lục địa, trải rộng trên một diện tích còn lớn hơn Chiến tranh thế giới thứ nhất. Các cuộc ném bom dai dẳng cũng đồng nghĩa với việc phần lớn các thành phố lớn đều bị tàn phá nặng nề, với các khu công nghiệp bị đánh phá nghiêm trọng. Rất nhiều thành phố lớn, bao gồm cả Warszawa và Berlin hoàn toàn đổ nát, các thành phố khác, như Luân Đôn và Rotterdam, thì bị thương tích nặng nề. Hạ tầng cơ sở kinh tế điêu tàn, hàng triệu người trở thành vô gia cư. Mặc dù nạn đói ở Hà Lan năm 1944 đã dịu đi cùng với nguồn viện trợ, nhưng sự hoang tàn của ngành nông nghiệp cũng khiến cho nạn đói xảy ra tại một số vùng trên lục địa, lại càng trở nên nghiêm trọng vì mùa đông đặc biệt khắc nghiệt năm 1946–1947 tại vùng tây bắc châu Âu. Đặc biệt hạ tầng giao thông bị phá hoại nghiêm trọng, vì đường sắt, cầu cống, đường sá là các mục tiêu không kích quan trọng, trong khi phần lớn các đoàn tàu thương mại đã bị đánh chìm. Mặc dù phần lớn các thị trấn nhỏ và làng mạc ở Tây Âu không phải chịu cảnh tàn phá ghê gớm như vậy, nhưng việc hệ thống giao thông bị tiêu hủy cũng làm cho họ trở nên cô lập về mặt kinh tế. Bất kỳ vấn đề nào trên đây đều không dễ để giải quyết, vì phần lớn các quốc gia tham chiến đều đã kiệt quệ về tài chính.
Từ sau Chiến tranh thế giới thứ nhất, nền kinh tế châu Âu đã bị tổn thất nặng nề và cuộc khủng hoảng sau thời kỳ thế chiến, kéo dài đến tận thập niên 1920, đã dẫn đến sự bất ổn và suy thoái trên toàn cầu. Nước Mỹ, mặc dù lúc đó đang theo chủ nghĩa biệt lập, cũng cố gắng thúc đẩy tăng trưởng tại châu Âu, chủ yếu là thông qua sự tham gia của các ngân hàng Mỹ. Khi Đức không thể trả nổi các khoản bồi hoàn chiến phí, người Mỹ can thiệp bằng cách nới rộng các khoản vay cấp cho Đức, một món nợ mà người Mỹ không đòi lại được khi họ tham gia Chiến tranh thế giới thứ hai vào năm 1941.
Tại Washington, người ta nhất trí là những sai lầm sau Chiến tranh thế giới thứ nhất không được phép tái diễn. Bộ ngoại giao dưới thời Tổng thống Harry S. Truman dồn tâm sức theo đuổi các hoạt động đối ngoại, nhưng Quốc hội thì phần nào tỏ ra không quan tâm. Ban đầu, người ta hy vọng là chỉ cần không nhiều tiền lắm cũng đủ để tái thiết châu Âu; và Anh, Pháp, với sự giúp sức từ các thuộc địa của họ, sẽ nhanh chóng khôi phục nền kinh tế của họ. Tuy nhiên, tới năm 1947 vẫn chỉ có rất ít tiến bộ. Và mùa đông giá lạnh liên tục trong mấy năm làm tình hình vốn đã xấu lại càng xấu hơn. Nền kinh tế châu Âu dường như không phát triển mạnh với tỷ lệ thất nghiệp cao, lương thực thiếu thốn, dẫn đến các cuộc đình công và bất ổn trong một số quốc gia. Năm 1947, nền kinh tế châu Âu vẫn còn ở dưới mức trước chiến tranh, và hầu như không có dấu hiệu tăng trưởng. Sản lượng nông nghiệp ở khoảng 83% mức năm 1938, sản xuất công nghiệp là 88%, xuất khẩu chỉ ở mức 59%.
Sự thiếu hụt lương thực là một trong những vấn đề trầm trọng nhất. Trước chiến tranh, Tây Âu phụ thuộc vào nguồn lương thực thặng dư từ Đông Âu, nhưng những nguồn đó đã bị chặn lại phía sau Bức màn sắt. Tình hình trở nên đặc biệt tồi tệ tại Đức, nơi mà theo Alan S. Milward trong năm 1946–47 lượng kilocalorie trung bình trên đầu người chỉ là 1.800, không đủ đảm bảo sức khỏe về lâu về dài. Các nguồn khác cho biết lượng kilocalorie trong các năm đó thay đổi, có thể thấp đến mức 1.000 và 1.500. William Clayton thông báo cho Washington là "hàng triệu người đang từ từ chết đói". Một nhân tố cốt yếu khác cho nền kinh tế nói chung là sự thiếu hụt than đá, càng trở nên trầm trọng vì mùa đông lạnh lẽo 1946–47. Tại Đức, các căn hộ không được sưởi ấm, khiến hàng trăm người chết cóng. Tại Anh, tình hình không đến nỗi tồi tệ như vậy, nhưng nhu cầu dân chúng khiến cho sản xuất công nghiệp bị đình trệ hoàn toàn. Một trong những động cơ thúc đẩy kế hoạch trên là lòng nhân đạo muốn chấm dứt những thảm cảnh đó.

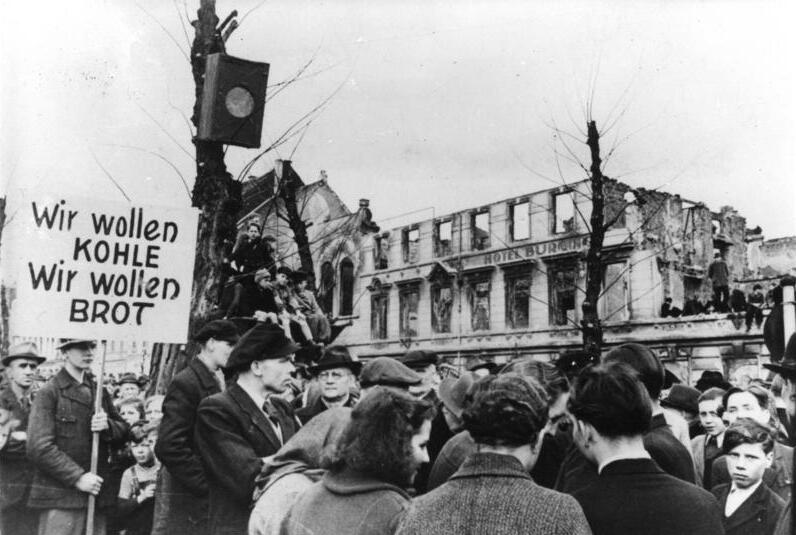
Nạn đói mùa đông năm 1947, hàng ngàn người phản đối ở Tây Đức vì thiếu hụt lương thực (ngày 31 tháng 3 năm 1947). Tấm bảng ghi: "Chúng tôi muốn có than, chúng tôi muốn có bánh mì"

Đức nhận được nhiều đề nghị từ các quốc gia Tây Âu đổi lương thực lấy than đá và sắt thép tối cần thiết khi đó. Nhưng cả Ý lẫn Hà Lan đều không thể được bán rau quả mà trước đó họ vẫn bán ở Đức, với hệ quả là Hà Lan phải tiêu hủy một phần đáng kể vụ thu hoạch của mình. Đan Mạch muốn đổi 150 tấn mỡ lợn một tháng, Thổ Nhĩ Kỳ muốn đổi hạt dẻ; Na Uy muốn đổi cá và dầu cá, Thụy Điển muốn đổi một lượng lớn mỡ. Các quốc gia Đồng Minh, trái lại, không muốn để người Đức được mua bán. Trước tình hình đó, Tướng Lucius D. Clay và Hội đồng Tham mưu trưởng Liên quân (Joint Chiefs of Staff) ngày càng tỏ ra lo lắng trước sự gia tăng ảnh hưởng của chủ nghĩa cộng sản tại Đức, cũng như tình hình thất bại của các nền kinh tế châu Âu không thể phục hồi mà không có nền công nghiệp Đức, là nền móng mà trước kia họ phải dựa vào. Mùa hè năm 1947, Ngoại trưởng, Tướng George Marshall, dựa vào lý do "cơ sở an ninh quốc gia", cuối cùng đã thuyết phục được Tổng thống Harry S. Truman bãi bỏ chỉ thị JCS 1067 trừng phạt Đức, thay vào đó bằng chỉ thị JCS 1779. Tháng 7 năm 1947 chỉ thị JCS 1067, vốn vẫn định hướng cho lực lượng chiếm đóng Mỹ tại Đức nhằm "... không thực hiện bất kỳ bước nào để tiến tới khôi phục nền kinh tế Đức", được thay thế bởi chỉ thị JCS 1779, nhấn mạnh "Một châu Âu trật tự, phồn vinh đòi hỏi phải có sự đóng góp kinh tế từ một nước Đức ổn định và hiệu quả". Chỉ thị JCS 1067 đã có hiệu lực trong vòng hơn hai năm. Những hạn chế áp đặt lên nền sản xuất công nghiệp của Đức phần nào trở nên thông thoáng hơn, cho phép sản xuất thép tăng lên từ mức 25% trước chiến tranh tới định mức 50% năng suất trước thế chiến.
Nền công nghiệp Đức tiếp tục bị dỡ bỏ, và năm 1949 Thủ tướng Đức Konrad Adenauer viết thư cho phe Đồng Minh, yêu cầu chấm dứt việc đó, viện dẫn sự trái khoáy trong việc khuyến khích phát triển công nghiệp và việc phá bỏ các nhà máy, cũng như sự mất lòng dân từ chính sách đó. Sự ủng hộ cho việc dỡ bỏ các nhà máy lúc này tới chủ yếu từ phía Pháp, và Thỏa thuận Petersberg tháng 11 năm 1949 cho phép giảm tốc độ phá dỡ đi rất nhiều, mặc dù việc tháo dỡ các nhà máy nhỏ tiếp tục cho tới năm 1951. Kế hoạch "định mức công nghiệp" đầu tiên, được phe Đồng Minh ký ngày 9 tháng 3 năm 1946, tuyên bố nền công nghiệp nặng của Đức phải giảm xuống 50% mức năm 1938 bằng cách phá bỏ 1.500 nhà máy có tên trong danh sách. Tháng 1 năm 1946, Hội đồng kiểm soát Đồng Minh áp đặt cơ sở cho nền kinh tế Đức bằng cách đặt hạn mức cho sản xuất thép của Đức vào khoảng 5,8 triệu tấn một năm, bằng với 25% mức trước chiến tranh. Nước Anh, chiếm đóng những vùng sản xuất thép chính, đòi phải giới hạn sản lượng hơn nữa bằng cách đặt một tối đa là 12 triệu tấn thép một năm, nhưng cuối cùng cũng phải chịu theo ý Mỹ, Pháp và Liên Xô (vốn định đặt mức giới hạn 3 triệu tấn trước đó). Các nhà máy thép thừa ra sẽ phải bị phá bỏ. Nước Đức bị đẩy xuống mức sống khi cuộc Đại khủng hoảng lên tới đỉnh điểm năm 1932 Sản xuất ô tô bị định ở 10% mức trước thời chiến....
Kế hoạch "Định mức công nghiệp Đức" được tiếp nối bởi một số kế hoạch mới hơn, kế hoạch cuối cùng được ký vào năm 1949. Tới năm 1950, sau khi thực tế đã hoàn thành các kế hoạch "định mức công nghiệp", người ta dỡ bỏ 706 nhà máy ở Tây Đức và sản lượng thép bị giảm xuống còn 6,7 triệu tấn. Vladimir Petrov nhận xét là phe Đồng Minh đã "trì hoãn trong vài năm sự phục hồi kinh tế của lục địa châu Âu bị chiến tranh tàn phá, sự phục hồi mà cuối cùng Mỹ phải tốn hàng tỷ đô la vào đó". Năm 1951, Tây Đức chấp thuận gia nhập Cộng đồng Than Thép châu Âu (ECSC) vào năm sau. Điều đó có nghĩa là một số hạn chế về định lượng và sản lượng thực tế do Ủy ban quốc tế giám sát vùng Ruhr được dỡ bỏ, và vai trò của ủy ban này được tiếp quản bởi ECSC.

### Bối cảnh chính trị tại Hoa Kỳ
Cường quốc duy nhất mà cơ sở hạ tầng không bị thiệt hại trong thế chiến 2 là Hoa Kỳ. Họ tham chiến muộn hơn hầu hết các quốc gia châu Âu, và chỉ bị những tàn phá rất khiêm tốn trên lãnh thổ của mình. Số lượng dự trữ vàng của Hoa Kỳ vẫn còn nguyên, cũng như cơ sở hạ tầng nông nghiệp và sản xuất, với nền kinh tế lành mạnh. Những năm chiến tranh mang lại thời kỳ phát triển kinh tế mạnh mẽ nhất trong lịch sử, với các nhà máy của Mỹ sản xuất hàng hóa phục vụ cho cả nhu cầu vật tư chiến tranh của Mỹ lẫn đồng minh. Sau chiến tranh, các nhà máy này được nhanh chóng chuyển đổi sang sản xuất vật liệu tiêu dùng, và sự khan hiếm trong chiến tranh được thay thế bởi sự bùng nổ mức tiêu thụ hàng hóa. Sức khỏe về lâu dài của nền kinh tế Mỹ tuy nhiên phụ thuộc vào thương mại, vì để duy trì sự phồn thịnh nó cần xuất khẩu hàng hóa làm ra. Viện trợ từ Kế hoạch Marshall phần lớn sẽ được châu Âu sử dụng để mua vật tư cũng như hàng hóa sản xuất tại Mỹ.
Một động cơ quan trọng cho nước Mỹ, và cũng là một sự khác biệt cơ bản so với thời kỳ hậu Chiến tranh thế giới thứ nhất là sự bắt đầu Chiến tranh Lạnh. Một số quan chức trong chính phủ Mỹ ngày càng tỏ ra nghi ngờ các hoạt động của Liên Xô. George Kennan, một trong số các lãnh đạo trong việc phát triển kế hoạch, đã dự đoán về sự hình thành thế giới hai cực. Với ông, Kế hoạch Marshall là con cờ chủ đạo của học thuyết "phong tỏa" (containment). Cũng đáng lưu ý là Kế hoạch Marshall được khởi xướng khi liên minh thời chiến vẫn còn phần nào đoàn kết, Chiến tranh Lạnh chưa bắt đầu và, đối với phần lớn những người hoạch định Kế hoạch Marshall, sự lo ngại Liên Xô không phải là mối lo chủ yếu như trong những năm tiếp theo.
Dù vậy, sức mạnh và sự thu hút của các đảng cộng sản bản địa tại chính các quốc gia Tây Âu sở tại khiến Hoa Kỳ cũng phải lo ngại. Tại cả Pháp và Ý, sự nghèo khổ thời hậu chiến như tiếp thêm sinh lực cho các đảng cộng sản, vốn đã đóng vai trò trung tâm cho phong trào kháng chiến trước đó. Các đảng này giành được thắng lợi quan trọng trong các cuộc bầu cử sau thế chiến, với Đảng Cộng sản Pháp trở thành chính đảng lớn nhất nước Pháp. Mặc dù ngày nay các sử gia coi mối nguy Pháp và Ý rơi vào tay đảng cộng sản là chuyện xa vời, nhưng nó đã được coi là mối đe dọa thực tiễn với các nhà hoạch định chính sách Mỹ lúc đó. Chính phủ Mỹ dưới thời Harry S. Truman bắt đầu tin vào khả năng này vào năm 1946, đặc biệt với bàn diễn văn "Iron Curtain" (Bức màn sắt) của Churchill, đọc trước sự có mặt của Truman. Trong tâm trí họ, Hoa Kỳ cần phải xác định lập trường của họ trên trường quốc tế, nếu không họ sẽ mất đi sự tín nhiệm. Sự trỗi dậy của học thuyết "phong tỏa" lập luận rằng Hoa Kỳ cần phải giúp đỡ thật nhiều cho các chính phủ chống cộng sản để ngăn chặn sự mở rộng tầm ảnh hưởng của Liên Xô. Người ta cũng hy vọng là các quốc gia Đông Âu cũng sẽ gia nhập kế hoạch này, và rút khỏi khối Xô viết đang nổi lên.
Thậm chí từ trước khi có Kế hoạch Marshall, Hoa Kỳ đã gửi một lượng lớn viện trợ để giúp châu Âu hồi phục. Khoảng 9 tỷ đô la đã được sử dụng trong khoảng thời gian từ năm 1945 tới 1947. Phần lớn số viện trợ này là viện trợ gián tiếp, đến từ dạng thỏa thuận lend-lease liên tiếp, và thông qua nỗ lực của binh sĩ Mỹ sửa chữa hạ tầng cơ sở cũng như giúp người tị nạn. Một số các thỏa thuận hỗ trợ song phương cũng được ký kết, mà quan trọng nhất trong số đó có lẽ là việc hứa hẹn giúp đỡ quân sự cho Hy Lạp và Thổ Nhĩ Kỳ theo Học thuyết Truman. Tổ chức Liên Hợp Quốc khi đó mới ra đời cũng tiến hành một loạt các hoạt động cứu trợ nhân đạo, tài trợ hoàn toàn bởi Hoa Kỳ. Các nỗ lực đó có tác động quan trọng, nhưng thiếu tính chất tổ chức trung tâm và thiếu kế hoạch nên không thành công trong việc đáp ứng nhiều nhu cầu căn bản của châu Âu. Từ năm 1943, Ủy ban Phục hồi và Cứu trợ Liên hiệp quốc (United Nations Relief and Rehabilitation Administration – UNRRA) đã được thành lập để cung cấp viện trợ cho các vùng đất được giải phóng từ phe Trục sau Chiến tranh thế giới thứ hai. UNRRA cung cấp hàng tỷ đô la trong các khoản viện trợ, và giúp được khoảng 8 triệu người tị nạn. Tổ chức này dừng hoạt động tại các trại cho người tị nạn vào năm 1947 tại châu Âu, vì dự trù Kế hoạch Marshall sẽ thay thế nó. Nhiều hoạt động của tổ chức này được chuyển giao cho các cơ sở Liên Hợp Quốc khác.

## Ý tưởng ban đầu
Từ trước khi có bài diễn văn của Tướng Marshall, một số người đã đặt vấn đề cần lên kế hoạch tái thiết châu Âu. Ngoại trưởng Mỹ James F. Byrnes đệ trình một phiên bản trước đó của kế hoạch này trong bài diễn văn "Restatement of Policy on Germany" (Tuyên bố chính sách cho nước Đức) tại Nhà hát Opera ở Stuttgart vào ngày 6 tháng 9 năm 1946. Trong một loạt các báo cáo với tên "The President's Economic Mission to Germany and Austria" (Chương trình kinh tế của Tổng thống cho Đức và Áo), một báo cáo được Tổng thống Harry S. Truman ủy thác, cựu Tổng thống Herbert Hoover đã đưa ra một quan điểm nghiêm túc về kết quả chính sách chiếm đóng Đức. Trong báo cáo đó Hoover đề nghị nhiều thay đổi cơ bản trong chính sách chiếm đóng. Thêm vào đó, Tướng Lucius D. Clay đề nghị với nhà công nghiệp Lewis H. Brown tiến hành khảo sát nước Đức hậu chiến và phác thảo bản báo cáo "A Report on Germany" (Báo cáo về nước Đức) vào năm 1947, bao gồm nhiều thông tin căn bản liên quan đến các vấn đề mà Đức phải đương đầu, với lời khuyên cho việc tái thiết. Thứ trưởng ngoại giao Mỹ Dean Acheson cũng có một bài diễn văn quan trọng về vấn đề này, nhưng bị bỏ ngoài tai; và Phó tổng thống Alben W. Barkley cũng đã lên tiếng về ý tưởng này.
Lựa chọn cơ bản khác cho việc sử dụng một lượng tài trợ của Mỹ là lấy chúng từ ngay nước Đức. Năm 1944, ý tưởng này được biết đến với tên gọi Kế hoạch Morgenthau, theo tên Bộ trưởng Tài chính Mỹ là Henry Morgenthau, Jr. Kế hoạch đó sẽ trích một lượng bồi thường chiến phí khổng lồ từ nước Đức để tái xây dựng các quốc gia đã bị Đức tấn công tàn phá, và cũng là để ngăn nước Đức không bao giờ có thể vươn dậy được. Một kế hoạch gần như thế là Kế hoạch Monnet của một viên chức Pháp tên Jean Monnet, kế hoạch này đề nghị dành cho Pháp quyền kiểm soát vùng công nghiệp than đá của Đức là Ruhr và Saar để sử dụng các nguồn tài nguyên cho việc nâng sản lượng công nghiệp của Pháp lên mức 150% trước chiến tranh. Năm 1946, các quốc gia Đồng Minh tham gia chiếm đóng Đức đã đồng ý đặt ra các hạn mức nghiêm ngặt về việc bao giờ có thể cho phép nước Đức tái công nghiệp hóa. Định mức cũng được đặt ra về việc bao nhiêu sắt thép và than đá Đức được phép sản xuất. Kế hoạch công nghiệp đầu tiên của Đức, được gọi là "thỏa thuận mức công nghiệp", được ký kết đầu năm 1946, theo đó ngành công nghiệp nặng của Đức phải giảm xuống mức 50% của năm 1938 bằng cách phá hủy 1.500 nhà máy. Những vấn đề hiển hiện trong kế hoạch này trở nên rõ ràng vào cuối năm 1946 và thỏa thuận này phải được sửa lại mấy lần, lần cuối cùng là vào năm 1949. Việc phá bỏ các nhà máy của Đức tuy vậy tiếp tục diễn ra cho tới tận năm 1950. Nước Đức từ lâu đã là nhà công nghiệp khổng lồ của châu Âu nên sự khốn khó của họ kéo lùi lại sự phục hồi của châu Âu nói chung. Sự thiếu thốn trầm trọng ở Đức cũng làm cho việc chiếm đóng Đức trở nên hết sức tốn kém, vì quân đội Đồng Minh chiếm đóng Đức phải tự xoay xở lấy phần lớn những vật tư cần thiết. Các yếu tố đó, cộng với sự lên án rộng khắp của công luận sau khi các kế hoạch này bị để lộ cho báo chí, khiến người ta trên thực tế phải bác bỏ Kế hoạch Monnet và Kế hoạch Morgenthau. Tuy nhiên một số ý tưởng của họ phần nào vẫn có đất sống trong chỉ thị JSC 1067 (Joint Chiefs of Staff Directive 1067), kế hoạch này trên thực tế là phần cơ bản chính sách chiếm đóng của Mỹ cho tới tháng 7 năm 1947. Các trung tâm công nghiệp mỏ như Saar và Silesia bị tách khỏi nước Đức, một số ngành công nghiệp dân sự bị phá bỏ để kìm hãm sản lượng, khu công nghiệp Ruhr cũng đứng trước nguy cơ bị tách rời vào cuối năm 1947. Tuy nhiên tới tháng 4 năm 1947, Truman, Marshall và thứ trưởng ngoại giao Mỹ Dean Acheson cuối cùng cũng bị thuyết phục rằng cần phải sử dụng một nguồn viện trợ lớn từ chính nước Mỹ.
Ý tưởng về một kế hoạch tái thiết là một sản phẩm của sự dịch chuyển tư tưởng đã bắt đầu xảy ra ở nước Mỹ từ cuộc Đại suy thoái. Cuộc khủng hoảng kinh tế trong thập niên 1930 khiến cho rất nhiều người tin rằng nền kinh tế thị trường tự do mà không được kìm hãm sẽ không thể nào đảm bảo cho sự phồn thịnh kinh tế. Nhiều người đã góp công sức cho việc thiết lập ra Chính sách kinh tế mới (New Deal) để phục hồi nền kinh tế Hoa Kỳ, giờ đây muốn áp dụng bài học này cho châu Âu. Cùng thời gian đó, cuộc Đại suy thoái cũng cho thấy nguy cơ đến từ hàng rào thuế quan và chính sách bảo hộ, tạo nên một niềm tin mạnh mẽ vào sự cần thiết phải có tự do mậu dịch và thống nhất nền kinh tế châu Âu. Không hài lòng với những hậu quả từ Kế hoạch Morgenthau, ngày 18 tháng 3 năm 1947, cựu Tổng thống Mỹ Hoover tuyên bố: "Người ta có ảo tưởng là một nước Đức mới sau sự sáp nhập có thể bị biến thành một 'quốc gia an bình'. Việc này là bất khả thi trừ trường hợp người ta hủy diệt hay cưỡng bức 25 triệu người rời nước Đức". Chính sách áp dụng cho nước Đức thay đổi nhanh chóng chỉ vài tháng sau đó và Kế hoạch Morgenthau hoàn toàn bị đảo ngược.

## Bài diễn văn

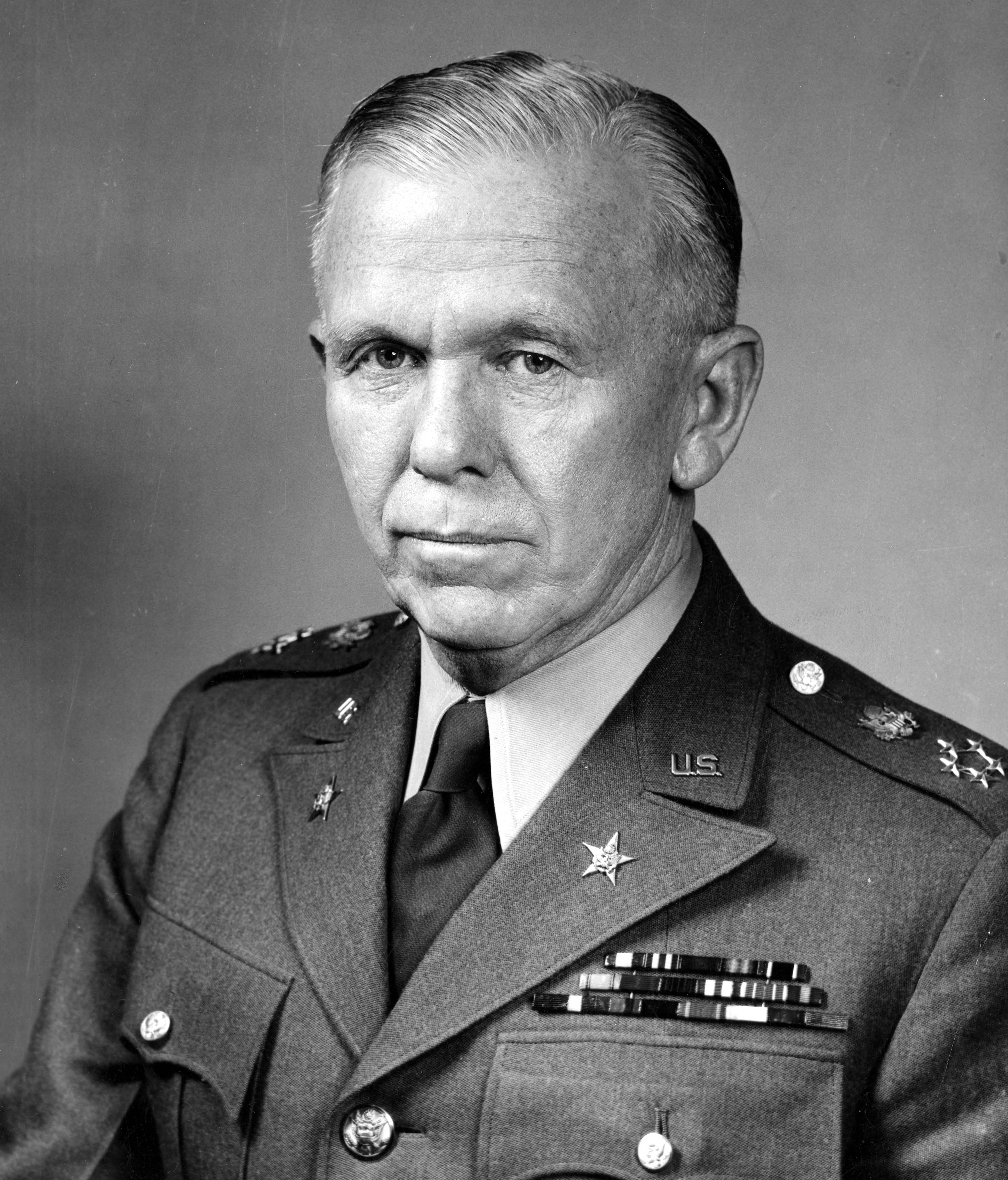
Ngoại trưởng Mỹ George Marshall

Các cuộc thảo luận công cộng trước đó về sự cần thiết của việc tái thiết hầu như bị lờ đi vì người ta vẫn không rõ là nó có phải là một định hướng chính sách chính thức của Chính phủ Mỹ hay không. Do đó, Chính phủ Mỹ quyết định là mọi nghi hoặc phải được loại bỏ bởi một bài diễn văn quan trọng của Ngoại trưởng Mỹ George Marshall. Marshall đã diễn thuyết trước khóa sinh viên tốt nghiệp Đại học Harvard vào ngày 5 tháng 6 năm 1947. Đứng trước những bực thang của Nhà thờ Memorial tại Vườn Harvard, ông hứa Hoa Kỳ sẽ viện trợ để thúc đẩy sự khôi phục và tái thiết châu Âu. Ông vạch rõ Chính phủ Hoa Kỳ đã sẵn sàng để đóng góp cho sự hồi phục tại châu Âu. Ông nói: "Điều rất hợp lý là Hoa Kỳ cần phải làm tất cả những gì có thể để giúp mang lại trạng thái lành mạnh cho nền kinh tế thế giới, mà không có nó sẽ không có sự ổn định chính trị và không có nền hòa bình vững chắc. Chính sách của chúng ta là không chống lại bất kỳ quốc gia nào, mà chống lại đói kém, nghèo nàn, tuyệt vọng và hỗn loạn. Bất kỳ chính phủ nào sẵn lòng giúp một tay để tái thiết sẽ nhận được sự trợ giúp toàn tâm toàn ý của nước Mỹ". Marshall tin tưởng chắc chắn rằng ổn định kinh tế sẽ mang lại ổn định chính trị tại châu Âu. Ông đề xuất viện trợ, nhưng các quốc gia châu Âu sẽ phải tự tạo ra các chương trình hành động của chính họ.
Bài diễn văn, soạn bởi Charles Bohlen, không có một chi tiết hay con số cụ thể nào. Yếu tố quan trọng nhất của bài diễn văn này là việc kêu gọi các quốc gia châu Âu gặp nhau và tạo ra kế hoạch tái thiết châu Âu, rồi nước Mỹ sẽ cung cấp tài chính cho kế hoạch đó. Chính phủ Mỹ tin rằng kế hoạch này sẽ không nhận được sự đồng thuận từ nhiều người Mỹ và bài diễn văn nhắm chủ yếu vào các thính giả châu Âu. Để bài diễn văn này không rơi vào tay các báo tại Hoa Kỳ, các ký giả đã không được thông báo, và cùng ngày hôm đó Tổng thống Truman đã tổ chức một buổi họp báo để thu hút sự quan tâm từ báo giới Mỹ. Ngược lại, Acheson được phái đi để liên hệ với giới truyền thông châu Âu, đặc biệt là truyền thông Anh, và bài diễn văn được đọc toàn văn trên đài BBC.

## Liên Xô khước từ tham gia
Bộ trưởng Bộ Ngoại giao Anh Ernest Bevin sau khi nghe radio về Kế hoạch Marshall đã ngay tức khắc liên lạc với Bộ trưởng Bộ Ngoại giao Pháp Georges Bidault để chuẩn bị lời đáp ứng (và nhận) của châu Âu. Hai người này đã nhất trí về việc cần phải mời Liên Xô tham gia chương trình với tư cách là một cường quốc trong phe Đồng Minh. Bài diễn văn của Marshall cũng đề cập rõ ràng tới việc mời phía Liên Xô tham gia, vì cảm thấy việc loại trừ Liên Xô khỏi chương trình này là một biểu hiện thiếu tin cậy quá rõ. Tuy nhiên các quan chức Bộ Ngoại giao Hoa Kỳ biết rằng Stalin gần như chắc chắn sẽ không tham dự, và bất kỳ kế hoạch này bao gồm việc gửi một lượng viện trợ lớn cho Liên Xô cũng có khả năng lớn là sẽ bị Quốc hội bác bỏ.
Stalin ban đầu tỏ ý quan tâm đến Kế hoạch Marshall. Ông cho rằng Liên Xô có vị thế trên trường quốc tế sau chiến tranh và có thể ra yêu sách về điều kiện viện trợ. Vì vậy ông gửi Bộ trưởng Bộ Ngoại giao Vyacheslav Mikhailovich Molotov tới Paris để hội đàm với Bevin và Bidault. Các nhà lãnh đạo Anh và Pháp, cũng như Mỹ, không thực sự quan tâm đến việc mời Liên Xô tham dự và họ đã đề nghị với Molotov các điều kiện mà Liên Xô sẽ không bao giờ chấp nhận. Điều kiện quan trọng nhất là tất cả các quốc gia tham dự kế hoạch này phải chấp nhận để nền kinh tế của mình được ước định bởi một tổ chức độc lập, tức một sự kiểm định mà Liên Xô không thể cho phép. Bevin và Bidault cũng nhất định đòi viện trợ phải đi kèm với việc thống nhất nền kinh tế châu Âu, một điều rất không thích hợp với nền kinh tế kế hoạch có chỉ đạo của Liên Xô. Kết quả là Molotov rời Paris và không chấp nhận kế hoạch này.
Ngày 12 tháng 7, một cuộc họp lớn được tổ chức tại Paris. Tất cả các quốc gia châu Âu đều được mời tham dự, ngoại trừ Tây Ban Nha (là quốc gia không tham chiến trong Chiến tranh thế giới thứ hai nhưng nghiêng về phe Trục) và các tiểu quốc Andorra, San Marino, Monaco và Liechtenstein. Liên Xô cũng được mời, nhưng người ta hiểu ngầm là Liên Xô sẽ không tới dự. Các quốc gia thuộc khối Đông Âu cũng được mời, với Tiệp Khắc và Ba Lan đồng ý tới dự. Biểu thị rõ ràng nhất về việc Liên Xô thâu tóm ảnh hưởng trong khu vực là việc Bộ trưởng Bộ ngoại giao Tiệp Khắc, Jan Masaryk, bị triệu đến Moskva và bị Stalin mắng mỏ về việc toan tính tham gia Kế hoạch Marshall. Thủ tướng Ba Lan Josef Cyrankiewicz được Stalin tưởng thưởng cho việc Ba Lan từ chối tham dự chương trình này bằng một hiệp định thương mại khổng lồ có trị giá trong vòng 5 năm, 450 triệu đô la vốn tín dụng, 200 ngàn tấn ngũ cốc, máy móc công nghiệp nặng và công xưởng. Stalin coi kế hoạch này là mối đe dọa nghiêm trọng cho sự kiểm soát của Liên Xô với khối Đông Âu, và tin rằng việc hợp nhất nền kinh tế với phương Tây sẽ khiến các quốc gia đó thoát khỏi vòng ảnh hưởng của Liên Xô. Phía Mỹ cũng tin tưởng như vậy và hy vọng là viện trợ kinh tế sẽ hỗ trợ để đối trọng lại sự gia tăng ảnh hưởng của Liên Xô. Họ do đó không tỏ ra ngạc nhiên khi phái đoàn Tiệp Khắc và Ba Lan bị ngăn không được tới họp. Các quốc gia Đông Âu khác từ chối kế hoạch này ngay tức khắc. Phần Lan cũng khước từ đề nghị để tránh chọc giận Liên Xô. Để đổi lại đề nghị trợ cấp và buôn bán thương mại với phương Tây, Liên Xô đưa ra Kế hoạch Molotov, và sau này là COMECON. Trong một bài diễn văn trước Liên Hợp Quốc, Thứ trưởng Bộ ngoại giao Liên Xô Andrei Ianuaryevich Vyshinsky tuyên bố Kế hoạch Marshall vi phạm các nguyên tắc của Liên Hợp Quốc. Ông buộc tội Hoa Kỳ âm mưu áp đặt ý muốn của mình lên các quốc gia độc lập, cùng với việc sử dụng việc phân phối viện trợ từ nguồn lực kinh tế của mình cho các quốc gia nghèo như một công cụ gây áp lực chính trị.

## Quá trình đàm phán

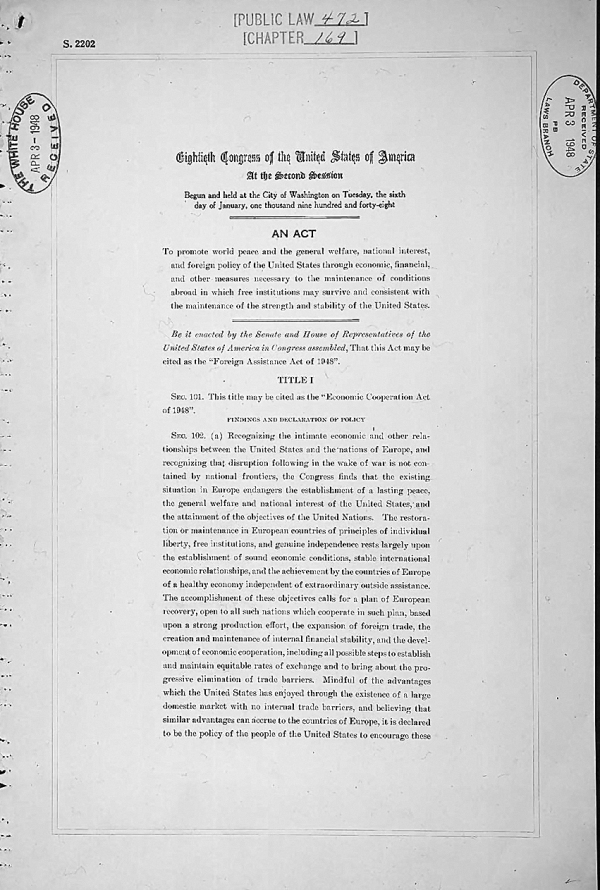
Trang đầu bản Kế hoạch Marshall

Việc biến kế hoạch thành hiện thực đòi hỏi có sự đàm thoại giữa các quốc gia liên quan, đồng thời kế hoạch này cần được thông qua tại Quốc hội Mỹ. Vì vậy mười sáu quốc gia đã nhóm họp tại Paris để quyết định viện trợ của Mỹ sẽ ở dưới dạng gì và sẽ được phân chia ra sao. Quá trình đàm phán kéo dài và phức tạp, với mỗi quốc gia đều có mối quan tâm của riêng mình. Bận tâm chính của Pháp là làm sao để Đức không thể tái lập thành một cường quốc mang lại hiểm họa như trước. Các quốc gia Benelux, dù cũng phải gánh chịu ách thống trị của Đức Quốc xã, nhưng đã từ lâu gắn kết với nền kinh tế Đức, hiểu rằng sự phồn vinh của mình tùy thuộc vào việc nước Đức có hồi phục được hay không. Các quốc gia Scandinavia, đặc biệt là Thụy Điển, nhấn mạnh là sự giao thương tồn tại lâu dài giữa họ và các quốc gia Đông Âu không bị gián đoạn, và sự trung lập của họ không bị xâm phạm. Nước Anh muốn được hưởng quy chế đặc biệt, vì e ngại là nếu họ chỉ được đối xử ngang hàng với các quốc gia bị tàn phá trong chiến tranh, thì có lẽ họ sẽ chẳng nhận được mấy viện trợ. Người Mỹ thì thúc đẩy tự do mậu dịch và thống nhất châu Âu để tạo nên bức tường thành chống lại chủ nghĩa cộng sản. Chính quyền Truman, đại diện bởi William Clayton, hứa hẹn với châu Âu là họ sẽ được tự do lập kế hoạch, nhưng chính quyền Mỹ cũng nhắc nhở họ là để kế hoạch có thể được đưa vào thực hiện, nó phải được Quốc hội Mỹ thông qua. Phần lớn Quốc hội Mỹ muốn có tự do mậu dịch và thống nhất châu Âu, nhưng cũng ngần ngại không muốn bỏ quá nhiều tiền ra để trợ giúp Đức.
Cuối cùng họ cũng đạt được thỏa thuận và châu Âu gửi một bản kế hoạch tái thiết cho Washington. Theo bản kế hoạch này, châu Âu yêu cầu 22 tỷ đô la viện trợ. Truman cắt giảm số này xuống còn 17 tỷ đô la trước khi đưa ra Quốc hội. Kế hoạch này vấp phải sự phản kháng kịch liệt từ phía đối lập trong Quốc hội, phần lớn là từ phía người của đảng Cộng hòa, vốn trủ trương biệt lập và không muốn có một chương trình chi tiêu ngân sách quá nhiều. Đại diện nổi bật nhất của họ là Robert A. Taft. Kế hoạch này cũng gặp sự phản đối từ cánh tả, với Henry A. Wallace là người phản đối mạnh nhất. Wallace cho rằng kế hoạch này là hình thức trợ giá cho các nhà xuất khẩu của Hoa Kỳ, và đoán chắc nó sẽ gây ra sự phân cực trên thế giới giữa phương Đông và phương Tây. Sự phản đối kế hoạch này giảm mạnh bởi cơn sốc gây do cuộc lật đổ chính phủ ở Tiệp Khắc vào tháng 2 năm 1948. Rất nhanh sau đó một dự thảo 5 tỷ đô la được Quốc hội thông qua với sự ủng hộ đến từ cả hai đảng. Quốc hội Mỹ sau cùng chấp thuận đóng góp 12,4 tỷ đô la trong vòng 4 năm cho Kế hoạch Marshall.
Ngày 13 tháng 4 năm 1948, Tổng thống Truman ký bản Kế hoạch Marshall thành luật, thiết lập Ủy ban Hợp tác Kinh tế (Economic Cooperation Administration – ECA) để giám sát chương trình này và giao cho Paul G. Hoffman lãnh đạo. Cùng năm, các quốc gia tham gia kế hoạch này (Áo, Bỉ, Đan Mạch, Pháp, Tây Đức, Anh, Hy Lạp, Iceland, Ireland, Ý, Luxembourg, Hà Lan, Na Uy, Thụy Điển, Thụy Sĩ, Thổ Nhĩ Kỳ và Hoa Kỳ) ký bản thỏa ước thiết lập một cơ qua điều phối viện trợ-tài chính, Tổ chức Hợp tác Kinh tế châu Âu (tiền thân của Tổ chức Hợp tác và Phát triển Kinh tế), do Robert Marjolin lãnh đạo.

## Thực thi

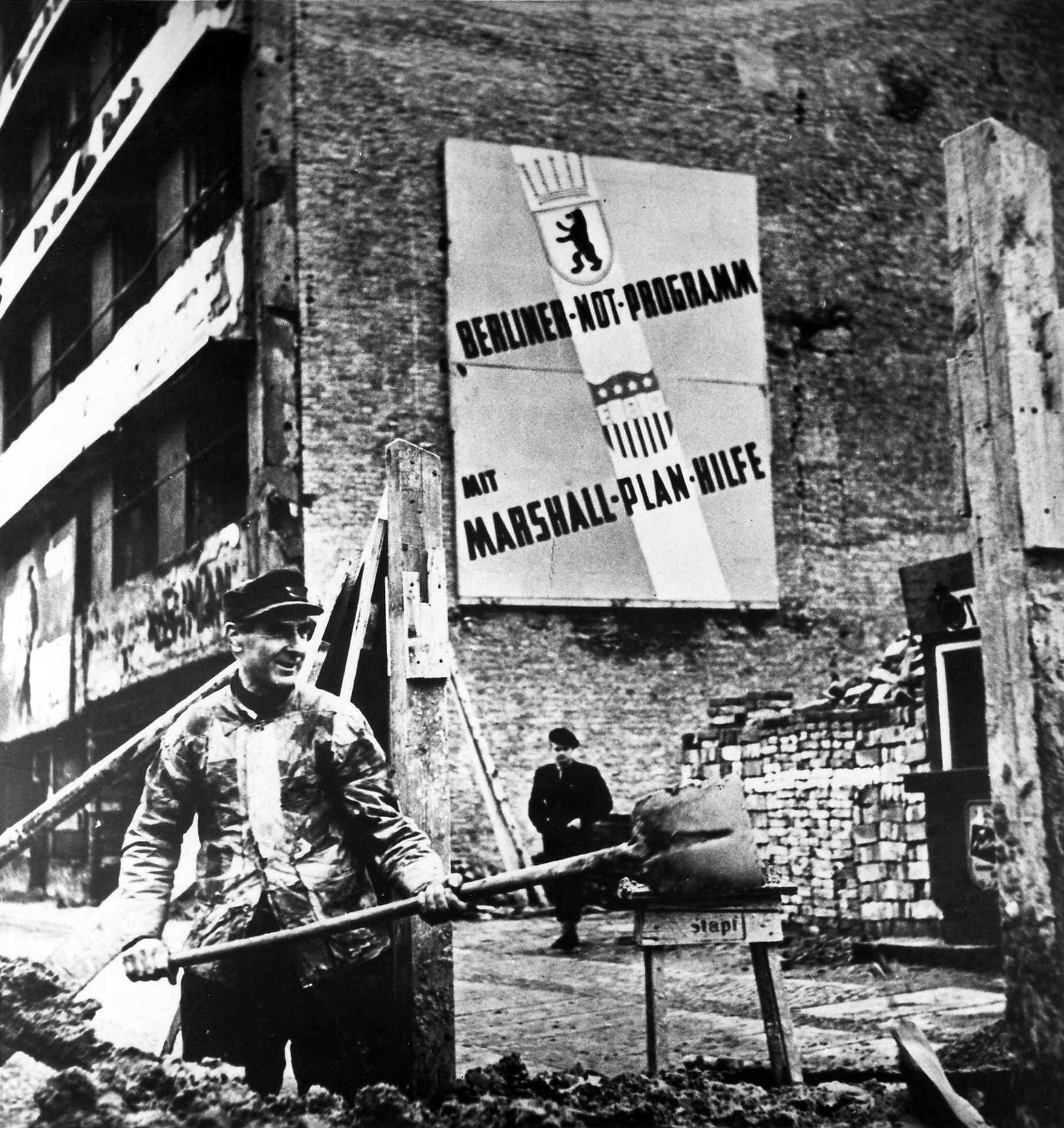
Xây dựng ở Tây Berlin với sự giúp đỡ của Kế hoạch Marshall, sau năm 1948. Trên tấm bảng ghi: "Chương trình khẩn cấp Berlin – với sự giúp đỡ của kế hoạch Marshall

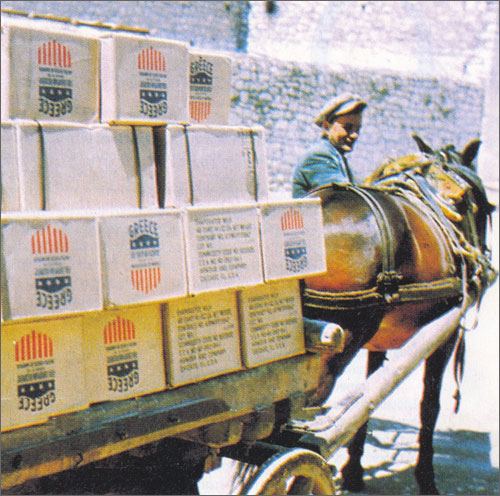
Hàng viện trợ của Hoa Kỳ sang Hy Lạp theo Kế hoạch Marshall

Khoản viện trợ lớn đầu tiên được chuyển cho Hy Lạp và Thổ Nhĩ Kỳ vào tháng 1 năm 1947, đây là các quốc gia được coi như tuyến đầu trong cuộc chiến chống lại sự bành trướng của chủ nghĩa cộng sản, và vốn đã được trợ giúp dưới Học thuyết Truman. Ban đầu Anh hỗ trợ cho các phe phái chống cộng tại các quốc gia trên, nhưng do bản thân cũng phải đương đầu với tình hình kinh tế khó khăn, họ phải nhờ đến Hoa Kỳ để tiếp tục các nỗ lực của họ. ECA bắt đầu chính thức đi vào hoạt động từ tháng 7 năm 1948. Nhiệm vụ chính của nó, theo tôn chỉ, là thúc đẩy nền kinh tế châu Âu: gia tăng sản lượng, hỗ trợ đồng tiền các quốc gia châu Âu, mở mang giao thương quốc tế, đặc biệt là với Mỹ, vì lợi ích của nền kinh tế Hoa Kỳ đòi hỏi các quốc gia Âu Châu phải trở nên thịnh vượng để có thể nhập cảng hàng hóa của Mỹ. Một mục tiêu không chính thức khác của Ủy ban Hợp tác Kinh tế (ECA), và Kế hoạch Marshall, là kiềm chế sự gia tăng ảnh hưởng của Liên Xô tại châu Âu, đặc biệt là sự lớn mạnh của các đảng cộng sản tại các quốc gia như Tiệp Khắc, Pháp và Ý.
Tiền từ Kế hoạch Marshall được chuyển cho chính phủ các quốc gia Âu châu. Các quỹ này được đồng quản trị bởi chính quyền sở tại và ECA. Tại mỗi thủ đô các nước châu Âu đều có một phái đoàn ECA, bao gồm những thương gia Hoa Kỳ có vai vế, nắm nhiệm vụ cố vấn trong quá trình thực hiện. Người ta khuyến khích hợp tác phân phối các quỹ hỗ trợ, và tổ chức các hội thảo với các lãnh đạo công đoàn để giám sát nền kinh tế, xem xét những nơi cần được hỗ trợ.
Các khoản hỗ trợ từ Kế hoạch Marshall được phần lớn sử dụng mua hàng hóa từ Mỹ. Các quốc gia châu Âu gần như đã khánh kiệt nguồn dự trữ ngoại tệ trong thời chiến, và tiền từ Kế hoạch Marshall gần như là nguồn tài chính duy nhất mà họ có được để nhập khẩu hàng hóa từ nước ngoài. Ban đầu, đồ nhập khẩu bao gồm chủ yếu là những nhu yếu phẩm như lương thực và xăng dầu, nhưng về sau, hàng hóa chuyển sang các vật tư thiết yếu cho quá trình tái thiết, như mục tiêu ban đầu vạch ra. Những năm về sau, dưới áp lực của Quốc hội Mỹ và sự bùng phát của Chiến tranh Triều Tiên, một lượng lớn viện trợ được dùng để tái vũ trang quân đội các quốc gia Tây Âu. Trong khoảng 13 tỷ đô la được dành ra cho tới giữa năm 1951, 3,4 tỷ đô la được dùng để nhập nguyên liệu thô và hàng bán thành phẩm; 3,2 tỷ đô la dành cho lương thực, thực phẩm và phân bón; 1,9 tỷ mua máy móc, xe cộ và thiết bị; 1,6 tỷ cho xăng dầu.
Người ta cũng lập ra các quỹ đối ứng, sử dụng viện trợ từ Kế hoạch Marshall để thiết lập các quỹ tiền tệ bản xứ. Theo các nguyên tắc của ECA, 60% các quỹ đó phải được dùng để đầu tư vào công nghiệp. Điều này rất đáng chú ý tại Đức, nơi các quỹ do chính phủ quản lý đóng một vai trò quan trọng trong việc cho các công ty tư nhân vay tiền để tiến hành tái thiết. Các quỹ này đóng vai trò trung tâm trong việc tái công nghiệp hóa nước Đức. Ví dụ như trong những năng 1949-1950, 40% các khoản đầu tư cho công nghiệp than ở Đức đến từ các quỹ này. Các công ty có nghĩa vụ hoàn trả các khoản vay lại cho chính phủ, và số tiền này sẽ được đem cho một ngành kinh tế khác vay. Quá trình này được tiếp tục cho đến ngày nay dưới sự quản lý của ngân hàng nhà nước KfW. Quỹ Đặc biệt này, khi đó được quản lý bởi Bộ Kinh tế Liên bang, trị giá tới hơn 10 tỷ mark Đức năm 1971. Năm 1997, nó lên tới 23 tỷ mark. Nhờ vào hệ thống cho vay quay vòng, quỹ này cho tới năm 1995 đã có thể dành các khoản vay lãi xuất thấp cho người dân Đức với tổng trị giá lên tới 140 tỷ mark. Khoảng 40% còn lại của quỹ đối ứng được dùng để trả nợ, bình ổn tiền tệ, hoặc đầu tư vào các chương trình phi công nghiệp. Nước Pháp sử dụng các quỹ đối ứng này rộng rãi nhất, dùng chúng để cắt giảm thâm hụt ngân sách. Tại Pháp và hầu hết các quốc gia khác, nguồn tiền từ các quỹ đối ứng được gộp vào tổng thu ngân sách nhà nước, chứ không được dùng để quay vòng vốn như ở Đức.
Một chương trình ít tốn kém hơn rất nhiều, mà cũng hết sức hiệu quả, do ECA đề ra, là Chương trình Hỗ trợ kỹ thuật. Chương trình này tài trợ cho các nhóm kỹ sư và các nhà công nghiệp châu Âu du lịch Hoa Kỳ, tham quan hầm mỏ, nhà máy, lò luyện kim... để họ có thể bắt chước các tiến bộ mà Hoa Kỳ đã đạt được khi trở về nước. Cùng thời gian, hàng trăm chuyên viên kỹ thuật Hoa Kỳ cũng được gửi sang châu Âu để hỗ trợ.

## Phí tổn
Viện trợ từ Kế hoạch Marshall được phân bổ cho các nước đại thể tính trên đầu người. Một phần lớn số viện trợ được dành cho các cường quốc công nghiệp lớn, vì các ý kiến đều cho rằng sự phục hồi của họ là điều kiện thiết yếu cho sự tồn vong của châu Âu nói chung. Các quốc gia châu Âu trong Khối Đồng Minh thời Chiến tranh thế giới thứ hai được nhiều viện trợ trên đầu người hơn một chút, còn các quốc gia Trung lập hoặc trong Phe Trục được ít hơn. Bảng sau cho số lượng tiền và năm từ cuốn The Marshall Plan Fifty Years Later. Không có số liệu chính xác về số lượng tiền, vì các nhà nghiên cứu không nhất trí được liệu những khoản viện trợ nào trong khoảng thời gian đó là một phần của Kế hoạch Marshall.

Nhãn hiệu trên các kiện hàng viện trợ

| \| Quốc gia \| 1948/1949 \| 1949/1950 \| 1950/1951 \| Tổng cộng \| \| ---------------- \| --------- \| --------- \| --------- \| --------- \| \| Anh Quốc \| 1316 \| 921 \| 1060 \| 3297 \| \| Áo \| 232 \| 166 \| 70 \| 468 \| \| Bỉ và Luxembourg \| 195 \| 222 \| 360 \| 777 \| \| Bồ Đào Nha \| 0 \| 0 \| 70 \| 70 \| \| Đan Mạch \| 103 \| 87 \| 195 \| 385 \| \| Tây Đức \| 510 \| 438 \| 500 \| 1448 \| \| Hà Lan \| 471 \| 302 \| 355 \| 1128 \| \| Hy Lạp \| 175 \| 156 \| 45 \| 366 \| \| Iceland \| 6 \| 22 \| 15 \| 43 \| \| Ireland \| 88 \| 45 \| 0 \| 133 \| \| Na Uy \| 82 \| 90 \| 200 \| 372 \| \| Pháp \| 1085 \| 691 \| 520 \| 2296 \| \| Thụy Điển \| 39 \| 48 \| 260 \| 347 \| \| Thổ Nhĩ Kỳ \| 28 \| 59 \| 50 \| 137 \| \| Thụy Sĩ \| 0 \| 0 \| 250 \| 250 \| \| Ý và Trieste \| 594 \| 405 \| 205 \| 1204 \| \| Tổng cộng \| 4.924 \| 3.652 \| 4.155 \| 12.721 \| |           |           |           |           |
| Đơn vị: triệu USD. Nguồn: The Marshall Plan Fifty Years Later. |           |           |           |           |
| Quốc gia | 1948/1949 | 1949/1950 | 1950/1951 | Tổng cộng |
| Anh Quốc | 1316      | 921       | 1060      | 3297      |
| Áo | 232       | 166       | 70        | 468       |
| Bỉ và Luxembourg | 195       | 222       | 360       | 777       |
| Bồ Đào Nha | 0         | 0         | 70        | 70        |
| Đan Mạch | 103       | 87        | 195       | 385       |
| Tây Đức | 510       | 438       | 500       | 1448      |
| Hà Lan | 471       | 302       | 355       | 1128      |
| Hy Lạp | 175       | 156       | 45        | 366       |
| Iceland | 6         | 22        | 15        | 43        |
| Ireland | 88        | 45        | 0         | 133       |
| Na Uy | 82        | 90        | 200       | 372       |
| Pháp | 1085      | 691       | 520       | 2296      |
| Thụy Điển | 39        | 48        | 260       | 347       |
| Thổ Nhĩ Kỳ | 28        | 59        | 50        | 137       |
| Thụy Sĩ | 0         | 0         | 250       | 250       |
| Ý và Trieste | 594       | 405       | 205       | 1204      |
| Tổng cộng | 4.924     | 3.652     | 4.155     | 12.721    |

## Hiệu quả

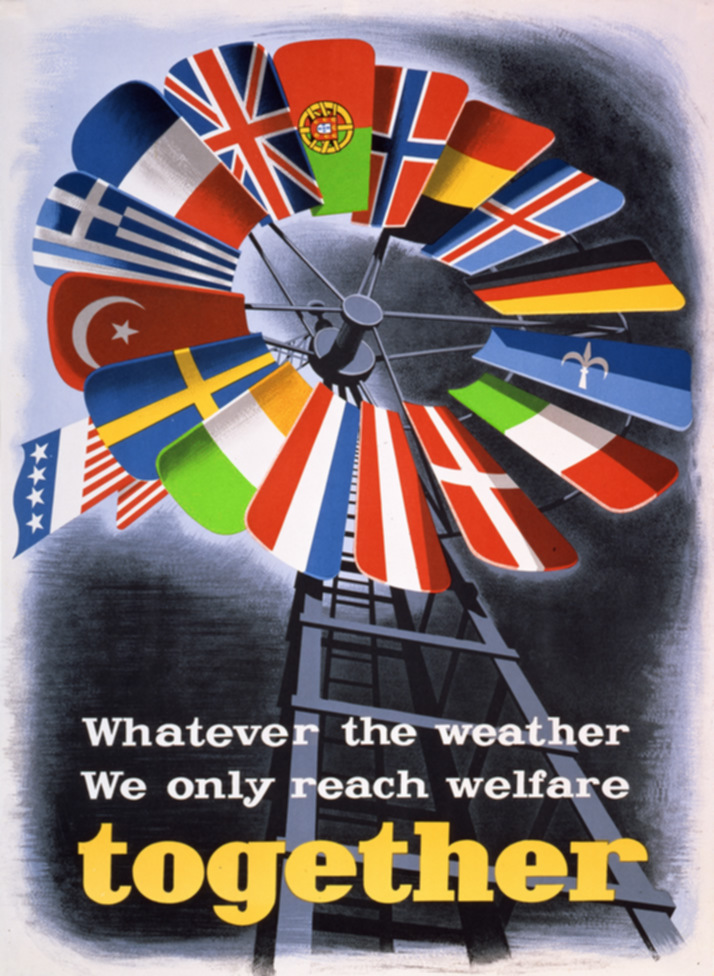
Bích chương cổ động Kế hoạch Marshall tại châu Âu. Lá cờ xanh nước biển/trắng ở giữa cờ Đức và Ý là phiên bản lá cờ Trieste.

Ban đầu, người ta dự tính sẽ kết thúc Kế hoạch Marshall vào năm 1953. Nỗ lực nhằm gia hạn kế hoạch này bị ngưng lại do phí tổn ngày càng gia tăng của cuộc Chiến tranh Triều Tiên và quá trình tái vũ trang. Các thành viên Đảng Cộng hòa Mỹ phản đối kế hoạch này cũng thắng cử trong cuộc bầu bầu cử Quốc hội Mỹ năm 1950, và sự phản đối của phe bảo thủ với kế hoạch này lại được khơi lại. Vì vậy, chương trình này chấm dứt vào năm 1951, dù viện trợ của Mỹ dưới nhiều hình thức khác nhau tiếp tục tồn tại sau đó.
Trong những năm từ 1948 cho tới 1952, châu Âu phát triển nhanh chưa từng thấy. Sản lượng công nghiệp tăng 35%. Sản xuất nông nghiệp vượt đáng kể so với mức trước chiến tranh. Tình trạng nghèo đói cùng cực ngay sau khi chiến tranh biến mất. châu Âu bước vào một thời kỳ tăng trưởng chưa từng có kéo dài đến hai thập kỷ, cho phép chất lượng cuộc sống được cải thiện không ngờ. Giữa các sử gia có nhiều cuộc tranh luận diễn ra về việc có bao nhiêu phần của thành tích này là do Kế hoạch Marshall. Phần lớn trong số họ bác bỏ ý kiến rằng kế hoạch này là thành tố thần diệu duy nhất giúp khôi phục châu Âu, vì có nhiều bằng chứng cho thấy sự hồi phục nói chung đã tự bắt đầu. Phần lớn trong số họ cho là Kế hoạch Marshall chỉ tăng tốc sự hồi phục, chứ không khởi xướng quá trình đó.
Ảnh hưởng chính trị của Kế hoạch Marshall có lẽ cũng quan trọng không kém ảnh hưởng kinh tế. Viện trợ từ Kế hoạch Marshall giúp các quốc gia Tây Âu nới lỏng các biện pháp khắc khổ và chế độ phân phối, giảm thiểu bất mãn và mang lại ổn định chính trị. Ảnh hưởng của chủ nghĩa cộng sản tại Tây Âu bị giảm sút mạnh mẽ, trên toàn khu vực, các đảng cộng sản mất dần sự ủng hộ của dân chúng trong những năm tiếp theo của Kế hoạch Marshall. Các mối quan hệ thương mại được gây dựng bởi chương trình này giúp dựng lên Liên minh Bắc Đại Tây Dương, tồn tại suốt thời kỳ Chiến tranh Lạnh. Cùng lúc, việc các quốc gia Đông Âu không tham dự chương trình này cũng cho thấy các dấu hiệu rõ rệt đầu tiên về sự phân liệt tại châu Âu.
Kế hoạch Marshall cũng đóng một vai trò quan trọng trong quá trình hòa nhập châu Âu. Cả các nhà lãnh đạo Mỹ và nhiều nhà lãnh đạo châu Âu tin rằng sự hòa nhập là cần thiết để đảm bảo cho hòa bình và phồn vinh của châu Âu, và sử dụng Kế hoạch Marshall như một nguyên tắc chỉ đạo để khuyến khích sự hòa nhập. Trong một chừng mực nào đó, nỗ lực này thất bại, và OEEC chưa bao giờ vươn lên ngoài tầm một tổ chức hợp tác kinh tế. Thay vào đó, Cộng đồng Than Thép châu Âu, đáng lưu ý là không bao gồm Anh, lại lớn mạnh để trở thành Liên minh châu Âu. Tuy nhiên, OEEC đóng vai trò thử nghiệm và chuẩn bị cho cấu trúc và bộ máy quan chức sau này của Tổ chức kinh tế châu Âu EEC. Kế hoạch Marshall, gắn liền với hệ thống tiền tệ mang tên Bretton Woods, cũng đảm bảo tự do thương mại trên toàn Âu châu.
Trong khi một số sử gia ngày nay cảm thấy việc ca ngợi chương trình này có phần thái quá, thì người ta vẫn nhìn nhận nó một cách tích cực, và nhiều người cho rằng một chương trình tương tự có thể sẽ có ích cho nhiều khu vực khác trên thế giới. Sau khi chủ nghĩa cộng sản sụp đổ, có một số đề nghị về "Kế hoạch Marshall cho Đông Âu" để khôi phục khu vực này. Những người khác thì đề nghị một Kế hoạch Marshall cho châu Phi, và Phó Tổng thống Mỹ Al Gore thì đề xuất Kế hoạch Marshall toàn cầu. Cụm từ "Kế hoạch Marshall" đã trở thành một phép ẩn dụ cho bất kỳ một chương trình tầm cỡ quốc gia nhằm giải quyết một vấn đề xã hội nhất định. Nó thường được sử dụng khi nói việc chính phủ bỏ tiền ra để cứu cho một thất bại trong khu vực tư nhân.
Nền kinh tế Tây Đức phục hồi một phần là nhờ vào viện trợ kinh tế từ Kế hoạch Marshall, nhưng phần lớn là nhờ vào cuộc cải cách tiền tệ năm 1948 thay thế đồng Reichsmark bằng đồng mark, chặn đứng nạn lạm phát leo thang. Hành động củng cố nền kinh tế Đức này vốn bị tuyệt đối ngăn cấm trong khoảng thời gian hai năm mà chỉ thị JCS 1067 (của phe Đồng Minh chiếm đóng Tây Đức) có hiệu lực. Quá trình giải thể công nghiệp than và thép của Tây Đức do phe Đồng Minh thực hiện cuối cùng cũng chấm dứt vào năm 1951. Như vậy, Kế hoạch Marshall chỉ là một trong số nhiều thành tố đằng sau sự phục hồi kinh tế Đức. Dù vậy, tại Đức huyền thoại về Kế hoạch Marshall vẫn còn được lưu truyền. Theo cuốn Marshall Plan 1947–1997 A German View bởi Susan Stern, nhiều người Đức vẫn còn tin là nước Đức là quốc gia duy nhất hưởng lợi từ chương trình này, rằng nó bao gồm những khoản viện trợ cho không gồm những món tiền lớn, rằng chương trình này là chương trình độc nhất mang lại sự phục hồi kinh tế nước Đức trong thập niên 1950.

## Hoàn trả
Tổ chức Hợp tác Kinh tế châu Âu đóng vai trò lãnh đạo trong việc phân phối tài chính, và ECA thu xếp việc chuyển hàng hóa. Các nhà cung cấp phía Mỹ được thanh toán bằng đô la, và số tiền này được ghi vào bên nợ của tài khoản thích hợp của Kế hoạch Phục hưng châu Âu – ERP. Bên nhận (Châu Âu) phải trả tiền (mặc dù không nhất thiết phải trả ngay) bằng đồng nội tệ. Số tiền này được nộp vào tài khoản đối ứng của chính phủ, để đến lượt mình, lại được các quốc gia trong ERP sử dụng trong các dự án đầu tư.
Phần lớn các quốc gia tham gia ERP đều nhận thức được ngay từ ban đầu là họ có lẽ sẽ không bao giờ phải hoàn trả lại số tiền trong tài khoản đối ứng cho phía Hoa Kỳ; số tiền này cuối cùng được gộp vào ngân sách quốc gia và "biến mất". Ban đầu, tổng số viện trợ của Mỹ cho Đức (trái với số tiền viện trợ cho các quốc gia châu Âu khác) phải được hoàn trả. Nhưng sau thỏa thuận về nợ tại Luân Đôn năm 1953, số tiền phải trả được giảm xuống còn khoảng 1 tỷ đô la. Số viện trợ từ sau ngày 1 tháng 7 năm 1951 vào khoảng 270 triệu đô la, trong đó Đức phải trả 16,9 triệu cho ngân hàng Export-Import Bank Washington của Mỹ. Trên thực tế, Đức không biết chính xác họ phải trả lại cho Hoa Kỳ bao nhiêu tiền cho tới tận năm 1953, và muốn số tiền họ được nhận này phải ở dạng tiền cho vay có lãi— một hệ thống đảm bảo nguồn vốn tiếp tục phát triển, thay vì teo lại. Một ngân hàng sẽ chịu trách nhiệm quản lý chương trình này. Các khoản vay ERP phần lớn được dùng để hỗ trợ các doanh nghiệp nhỏ và vừa. Đức hoàn trả vốn cho Hoa Kỳ thành nhiều đợt (tờ séc cuối cùng họ trả là vào tháng 6 năm 1971). Tuy nhiên, số tiền được trả này không phải là từ tài khoản của ERP, mà là từ ngân sách chính phủ trung ương.

## Các quốc gia không nằm trong Kế hoạch Marshall
Nhiều vùng lãnh thổ trên thế giới bị tàn phá trong Chiến tranh thế giới thứ hai không được hưởng lợi từ kế hoạch Marshall. Quốc gia lớn duy nhất ở châu Âu bị ngoại trừ là nước Tây Ban Nha dưới thời Francisco Franco. Sau chiến tranh, họ theo đuổi chính sách tự cung tự cấp, kiểm soát tiền tệ và chế độ quota, nhưng thu được rất ít kết quả. Với việc chiến tranh Lạnh leo thang, Hoa Kỳ xem xét lại quan điểm của mình, và từ năm 1951, xếp Tây Ban Nha vào trong số các đồng minh, vì chính sách chống cộng quyết liệt của Franco. Trong vòng một thập kỷ tiếp đó, một số lớn viện trợ được chuyển cho Tây Ban Nha, nhưng ít hơn những gì mà các nước láng giềng của quốc gia này nhận được.
Trong khi phần phía tây của Liên Xô bị tàn phá nặng nề vì chiến tranh, thì phần phía đông hầu như không bị đụng chạm gì, mà còn diễn ra quá trình công nghiệp hóa nhanh chóng trong thời chiến. Liên Xô cũng áp đặt những khoản bồi thường chiến phí lớn lên các quốc gia liên minh với phe Trục khi đó nằm dưới vòng ảnh hưởng của mình. Phần Lan, Hungary, România, và đặc biệt là Đông Đức bị buộc phải trả những khoản tiền lớn, và phải chuyên chở rất nhiều vật tư sang cho Liên Xô. Các khoản bồi thường đó có nghĩa là Liên Xô cũng nhận được tương đương với các quốc gia nhận viện trợ từ Kế hoạch Marshall.
Các quốc gia Đông Âu không nhận được tiền từ Kế hoạch Marshall, vì chính phủ của họ từ chối tham gia kế hoạch, và họ cũng nhận được rất ít viện trợ từ Liên Xô. Liên Xô cũng thiết lập COMECON như một lời cự tuyệt cho Kế hoạch. Các thành viên Comecon dựa vào Liên Xô cung cấp dầu cho họ, để đổi lại, họ cung cấp máy móc, thiết bị, sản phẩm nông nghiệp, công nghiệp và hàng tiêu dùng cho Liên Xô. Sự phục hồi kinh tế ở Đông Âu diễn ra chậm hơn so với Tây Âu, và nền kinh tế không bao giờ có thể hoàn toàn hồi phục dưới chế độ cộng sản, dẫn đến sự thiếu thốn của nền kinh tế và khoảng cách giàu nghèo giữa Đông và Tây. Phần Lan, quốc gia không tham gia kế hoạch Marshall và bị buộc phải trả một khoản bồi thường chiến phí lớn cho Liên Xô, đã khôi phục lại nền kinh tế của mình tới mức trước chiến tranh vào năm 1947. Pháp, quốc gia nhận được hàng tỷ đô la từ Kế hoạch Marshall, cũng khôi phục lại mức trước chiến tranh vào năm 1947. Tới giữa năm 1948, sản lượng công nghiệp ở các nước Ba Lan, Hungary, Bulgaria, và Tiệp Khắc cũng chừng nào hồi phục lại bằng mức trước chiến tranh.
Nhật Bản cũng bị tàn phá nặng nề bởi chiến tranh. Tuy nhiên, người Mỹ và Quốc hội Mỹ không thấy cảm thông với người Nhật như họ đã tỏ ra với châu Âu. Nhật Bản không được coi là có giá trị kinh tế hay chiến lược quan trọng với Hoa Kỳ. Vì vậy, không có kế hoạch phục hồi đáng kể nào được vạch ra, và sự phục hồi kinh tế Nhật Bản trước năm 1950 rất chậm. Tuy nhiên, tới năm 1952, mức tăng trưởng đã tăng lên, tới mức từ năm 1952 tới năm 1971 GNP thực tế tăng ở mức 9,6% một năm. Ngược lại, Hoa Kỳ tăng trưởng ở mức 2,9% một năm từ năm 1952 tới năm 1991. Cuộc Chiến tranh Triều Tiên đã đóng một vai trò quan trọng trong sự khởi đầu quá trình phục hồi kinh tế Nhật. Chiến tranh bắt đầu từ năm 1950, và Nhật trở thành căn cứ hậu cần chủ đạo cho nỗ lực chiến tranh của Liên Hợp Quốc, và là nhà cung cấp vật tư chiến tranh chính yếu. Một ví dụ nổi tiếng là hãng xe Toyota. Tháng 6 năm 1950, công ty này chỉ sản xuất được 300 xe tải, và đang trên bờ phá sản. Nhưng trong những tháng đầu của cuộc chiến, quân đội Mỹ đã đặt mua của họ hơn 5.000 xe, hãng này đã hồi phục. Trong vòng 4 năm chiến tranh, nền kinh tế Nhật được bơm một khoản tiền còn lớn hơn bất kỳ một quốc gia nào khác nhận viện trợ từ Kế hoạch Marshall.
Canada, cũng giống như Hoa Kỳ, không bị chiến tranh tàn phá, và tới năm 1945 là một trong những nền kinh tế lớn của thế giới. Nền kinh tế Canada từ lâu đã phụ thuộc vào nền kinh tế Mỹ, hơn là vào giao thương với châu Âu, và sau chiến tranh, có những dấu hiệu cho thấy nền kinh tế Canada đang phải vật lộn với khó khăn. Tháng 4 năm 1948, Quốc hội Mỹ thông qua điều khoản trong kế hoạch, cho phép viện trợ được sử dụng để mua hàng từ Canada. Điều khoản mới này đảm bảo sự lành mạnh của nền kinh tế Canada, với việc Canada thu được hơn một tỷ đô la trong hai năm đầu của kế hoạch. Việc này tương phản với cách mà ECA đối xử với Argentina, một nền kinh tế lớn khác, vốn phụ thuộc vào việc xuất khẩu nông sản sang châu Âu, nền kinh tế này bị cố ý loại trừ vào việc tham gia kế hoạch, vì sự khác biệt về quan điểm chính trị giữa Mỹ và tổng thống Argentina khi đó Perón. Việc này gây tổn hại cho nền nông nghiệp Argentina và góp phần đẩy nhanh đến cuộc khủng hoảng kinh tế tại nước này.

## Chỉ trích

### Những chỉ trích ban đầu
Những lời chỉ trích ban đầu đến từ phía một số nhà kinh tế theo chủ nghĩa tự do. Wilhelm Röpke, người có ảnh hưởng lớn đến Bộ trưởng Kinh tế và Kỹ thuật Đức Ludwig Erhard trong kế hoạch phục hưng kinh tế của ông này, tin rằng sự phục hồi kinh tế nằm trên việc hủy bỏ chế độ kinh tế chỉ huy tập trung, tái lập kinh tế thị trường tự do ở châu Âu, đặc biệt là tại các quốc gia trước đó tồn tại chủ nghĩa phát xít và nền kinh tế lũng đoạn bởi các tập đoàn đại tư bản. Röpke chỉ trích Kế hoạch Marshall là đã ngăn sự chuyển đổi sang thị trường tự do bằng cách trợ giúp hệ thống kinh tế yếu kém đương thời. Erhard đưa lý thuyết của Röpke vào thực hiện, và sau này công nhận những thành công rực rỡ của nền kinh tế Tây Đức là nhờ vào ảnh hưởng của Röpke. Henry Hazlitt thì chỉ trích Kế hoạch Marshall trong cuốn sách xuất bản năm 1947 của ông: Will Dollars Save the World?, lập luận rằng sự hồi phục kinh tế phải đến từ việc dành dụm, tích lũy của cải và công ty tư nhân, chứ không phải thông qua việc hỗ trợ một khoản tiền mặt khổng lồ. Ludwig von Mises cũng chỉ trích Kế hoạch Marshall năm 1951, vì tin rằng "Sự trợ cấp của Mỹ khiến cho các chính phủ châu Âu có thể che giấu phần nào các ảnh hưởng tai hại của các chính sách mang tính xã hội mà họ thực hiện." Ông cũng chỉ trích viện trợ nước ngoài nói chung, cho rằng nó tạo ra kẻ thù ý thức hệ, thay vì bạn hàng kinh tế, vì nó bóp nghẹt nền kinh tế tự do.

### Những chỉ trích hiện đại
Việc chỉ trích Kế hoạch Marshall dễ nhận thấy trong số các học giả theo thuyết xét lại, như Walter LaFeber, trong những năm 1960 và 1970. Họ lý luận là chương trình này là sản phẩm của nền kinh tế đế quốc chủ nghĩa của Mỹ, và nó nhằm mục đích kiểm soát Tây Âu, cũng giống như Liên Xô kiểm soát Đông Âu. Trong bản đánh giá nền kinh tế Tây Đức từ năm 1945 cho tới năm 1951, nhà phân tích Đức Werner Abelshauser kết luận là "viện trợ nước ngoài không đóng vai trò quyết định trong việc bắt đầu quá trình phục hồi kinh tế, cũng như duy trì quá trình đó." Sự phục hồi kinh tế của Pháp, Ý và Bỉ, như Cowen nhận thấy, đã diễn ra từ trước khi dòng viện trợ của Mỹ đổ vào. Bỉ, quốc gia sớm nhất và cũng là quốc gia mạnh mẽ nhất áp dụng chính sách kinh tế thị trường tự do sau khi được giải phóng năm 1944, là quốc gia có sự phục hồi kinh tế nhanh chóng nhất, và tránh được nạn thiếu nhà và thiếu lương thực trầm trọng xảy ra tại tất cả các nước khác khi đó tại châu Âu.
Nguyên Chủ tịch Hội đồng Dự trữ Liên bang Mỹ Alan Greenspan cho rằng Thủ tướng Đức Ludwig Erhard có công lớn nhất trong sự phục hồi kinh tế châu Âu. Greenspan viết trong hồi ký của mình The Age of Turbulence (Thời đại rối ren), rằng chính sách kinh tế của Erhard là khía cạnh quan trọng nhất của sự phục hồi kinh tế hậu chiến châu Âu, có giá trị hơn nhiều so với đóng góp của Kế hoạch Marshall. Ông tuyên bố rằng việc Erhard giảm bớt các quy chế đã cho phép sự thần kỳ của nền kinh tế Đức diễn ra, và chính sách đó cũng góp phần khiến nhiều quốc gia Âu châu khác hồi phục. Sự phục hồi của Nhật Bản cũng được dùng như một phản ví dụ, vì họ tự lực tăng trưởng mãnh liệt mà không có bất kỳ sự trợ giúp nào. Sự phục hồi của họ được coi là do các biện pháp kích thích kinh tế truyền thống, như tăng cường đầu tư, hỗ trợ bởi tỷ lệ tiết kiệm cao, và thuế thấp. Nhật có một nguồn vốn lớn chảy vào trong cuộc Chiến tranh Triều Tiên, nhưng đó là nguồn vốn dưới dạng đầu tư, chứ không phải là để trợ giá, và nguồn vốn đó còn tỏ ra hữu ích hơn rất nhiều.
Những người chỉ trích kế hoạch Marshall cũng tìm cách chỉ ra rằng kế hoạch này để lại di sản là sự bắt đầu của những chương trình viện trợ nước ngoài tai hại. Kể từ những năm 1990, những nhà kinh tế học đã bắt đầu phản bác lại ý tưởng về viện trợ nước ngoài. Ví dụ như Alberto Alesina và Beatrice Weder, tổng kết lại tư liệu kinh tế về viện trợ nước ngoài và sự tham nhũng, và thấy rằng viện trợ phần lớn đã bị sử dụng lãng phí, cho lợi ích bản thân của chính phủ và các quan chức chính phủ, dẫn đến gia tăng nạn tham nhũng. Chính sách khuyến khích các chính phủ thối nát này khi đó được gán cho những động lực ban đầu của Kế hoạch Marshall.
Một số chỉ trích cho rằng kế hoạch Marshall thực tế là một bản giao kèo, theo đó Mỹ sẽ giúp đỡ tài chính và kinh tế cho các nước châu Âu để đổi lại sự nhượng bộ chính trị đối với Mỹ của các quốc gia trên châu lục này. Theo đó, Mỹ có quyền tác động vào các cuộc bầu cử quốc hội và thành lập chính phủ các nước châu Âu, đồng thời vô hiệu hóa vai trò của Tổng thống Pháp vào thời điểm đó là Tướng Charles de Gaulle, một người đi theo chủ nghĩa dân tộc độc lập, và đưa các chính khách thân Mỹ lên lắm quyền ở các nước châu Âu. Mục tiêu chủ yếu của Đề án này là từng bước khiến các nước châu Âu từ bỏ chủ quyền quốc gia, và thay vào đó là một trung tâm điều hành châu Âu với sự kiểm soát của Mỹ.
Noam Chomsky viết rằng số tiền mà người Mỹ viện trợ cho Pháp và Hà Lan cũng bằng với số kinh phí mà những quốc gia này sử dụng để chi cho lực lượng quân sự của họ ở Đông Nam Á. Kế hoạch Marshall nguyên là để "thiết lập cơ sở cho một số lớn đầu tư tư nhân của Mỹ tại châu Âu, thiết lập nền móng cho các công ty xuyên quốc gia lớn." Những chỉ trích về Kế hoạch Marshall khác đến từ báo cáo rằng Hà Lan sử dụng một phần lớn số viện trợ để tái chiếm Indonesia trong Chiến tranh giành độc lập Indonesia.